# Damaskin (arcybiskup Cypru)
Damaskin (zm. 1846) – zwierzchnik Cypryjskiego Kościoła Prawosławnego w latach 1824–1827.

## Życiorys
Chirotonię biskupią przyjął w grudniu 1821, z rąk biskupów Patriarchatu Antiochii, otrzymując godność metropolity Kirenii. Na urzędzie tym zastąpił straconego w czerwcu tego samego roku, pod pretekstem wspierania powstania w Grecji, metropolitę Laurentego. W 1824 władze tureckie zmusiły arcybiskupa Nowej Justyniany i całego Cypru Joachima do zrzeczenia się godności. Na jego następcę został wybrany metropolita Damaskin.
Podobnie jak jego poprzednicy, łączył działalność religijną z zaangażowaniem w ruch narodowy Greków cypryjskich. Z tego powodu został w 1827 zmuszony do odejścia z urzędu (podobnie jak jego poprzednik) i wyjazdu do Sparty. W 1837, po śmierci metropolity Kition Leoncjusza, władze tureckie zgodziły się na jego powrót na Cypr i objęcie po nim katedry, jednak już nie na powrót na urząd zwierzchnika Cypryjskiego Kościoła Prawosławnego, który sprawował od 1827 arcybiskup Panaret. Damaskin był metropolitą Kition do swojej śmierci w 1846.